# Mikpunt
Mikpunt is een Vlaamse organisatie die naar aanleiding van de Belgische lokale verkiezingen van 2006 holebi's en hun sympathisanten wilde informeren over de standpunten van het Vlaams Belang over het homohuwelijk en adoptie, en over de mogelijke gevolgen voor verschillende homo-organisaties indien het Vlaams Belang deel zou uitmaken van het bestuur.
Mikpunt werd op 11 oktober 2005 opgericht door Yvan Brys, voormalig woordvoerder van het Roze Actiefront en de Holebifederatie, naar aanleiding van een opiniepeiling onder holebi's die uitwees dat het aantal homo's en lesbiennes dat voor het Vlaams Belang stemde steeg. De vereniging had, naar het voorbeeld van Blokwatch, een website met een virtueel archief- en documentatiecentrum waar standpunten van het Vlaams Belang en uitspraken van kopstukken verzameld werden. De vereniging voerde campagne door stickers en flyers uit te delen op grote bijeenkomsten zoals de Roze Zaterdag, de IJzerbedevaart en op het muziekfestival 0110.
In 2007 werd Mikpunt lid van de Holebifederatie, sinds 2009 Çavaria.